# 大高正人
大高 正人（おおたか まさと、1923年9月8日 - 2010年8月20日）は日本の建築家、都市計画家。福島県三春町出身。

## 略歴
福島県三春町に生まれる。祖父が三春藩士で河野広中をリーダーに自由民権運動の激しい戦いに身を投じ、苦難の境涯に屈することはなかったが、運動はもはやこれまでと自ら命を絶ったとされ、大高の父は、これを隠して弾圧を逃れる生活を送り、大高の生後間もなく福島市近郊に移った。
1940年旧制福島県立福島中学校(現福島県立福島高等学校)卒業。在学中器械体操部のマネージャーと美術部部長をつとめる。このころや少年時代のもっとも楽しかった想い出は、風景を水彩で写生したことだという。
41年旧制浦和高等学校理科入学。ここでも体操部所属。物理の授業で、マックスウェルの電磁方程式を、場の理論の展開によって導き出すノート三冊分にもなる講義をきき、文章ではなく数式による美しくも見事な存在論に強く印象づけられたという。そして寮生たちと物理や哲学こそ人間存在の根本的な認識にかわる崇高なもので、もとは建築などは下支えするサービス業と思っていたが、物理や哲学は自分にはむかないと気づき、下支えすることも大事と考え、建築に進むことに決めたのは進学試験の直前だったという。こうして1944年高等学校を繰り上げ卒業。同年九月に西千葉にあった東京帝国大学第二工学部建築学科に進学。その年末近くに教練の授業中、青空に一条の飛行展雲を見たのにはじまって、東京大空襲の大きな火柱や千葉市の空襲を体験、銃弾が下宿部屋の押し入れをぶちぬいたという。戦後の授業再開したものの大高は土木科の応用弾社学の講装をもっぱら聞きに行き、1万ページの目標をたてドストエフスキーの『カラマーゾフの兄弟』、シャルルジッドの労働組合論などの本を手当たり次第読んでいたという。そしておもに池辺陽や高山英華研究室に入り浸っていたという。こうして1947年東京大学工学部建築学科卒。卒業論文は建築の群についてである。
1949年東京大学大学院修了後に前川國男建築事務所に入所。1960年に東京で開催された世界デザイン会議を契機に川添登、菊竹清訓、粟津潔、黒川紀章、槇文彦らと戦後の日本で最初の建築思想であり運動であったメタボリズム・グループを結成した。1962年大高建築設計事務所設立。
2010年老衰のため死去。86歳没。

## 主な作品

### 建築物
| 建造物名                                                                   | 年     | 所在地         | 状態     | 備考                                                     |
| -------------------------------------------------------------------------- | ------ | -------------- | -------- | -------------------------------------------------------- |
| 花泉農協会館                                                               | 1965年 | 岩手県一関市   |          |                                                          |
| 新居浜農業協同組合会館                                                     | 1967年 | 愛媛県新居浜市 |          |                                                          |
| 坂出人工土地                                                               | 1968年 | 香川県坂出市   |          | DOCOMOMO選                                               |
| 千葉県文化会館                                                             | 1968年 | 千葉市中央区   |          | 日本建築学会賞作品賞                                     |
| 栃木県議会棟庁舎                                                           | 1969年 | 栃木県宇都宮市 | 現存せず | 芸術選奨文部大臣賞（美術部門）。2007年閉場。             |
| 千葉県立中央図書館                                                         | 1970年 | 千葉市中央区   |          | DOCOMOMO選                                               |
| 日本万国博覧会ゲート                                                       | 1970年 | 大阪府吹田市   | 現存せず |                                                          |
| 栃木県開発センタービル                                                     | 1972年 | 栃木県宇都宮市 | 現存せず | 栃木県土地開発公社の旧本社ビル。2022年10月11日解体開始。 |
| 日本大学生産工学部津田沼校舎図書館                                         | 1973年 | 千葉県習志野市 |          |                                                          |
| 千葉県立美術館                                                             | 1974年 | 千葉市中央区   |          |                                                          |
| 広島基町再開発 (市営基町高層アパート・県営長寿園アパート・広島市中央公園） | 1976年 | 広島市中区     |          | 市営基町高層アパート・県営長寿園アパートはDOCOMOMO選     |
| 筑波新都市記念館・洞峰公園体育館                                           | 1980年 | 茨城県つくば市 |          |                                                          |
| 群馬県立歴史博物館                                                         | 1980年 | 群馬県高崎市   |          | 毎日芸術賞                                               |
| 三春町歴史民俗資料館・自由民権記念館                                       | 1982年 | 福島県三春町   |          |                                                          |
| 福島県立美術館                                                             | 1984年 | 福島県福島市   |          |                                                          |
| 神奈川県立近代美術館別館                                                   | 1985年 | 神奈川県鎌倉市 |          |                                                          |

### 都市計画
- 東京海上都市の提案	1959年
- 新宿副都心計画・群造形（槇文彦らと）	1960年
- ショッピングストリート計画（槇文彦らと）	1960年
- 住居群計画（槇文彦らと）	1960年
- 百万都市計画・群造形（槇文彦らと）	1961年
- プレファブ住宅計画と試作	1961年
- 人工宅地計画	1961年。1963年再検討
- 姫路市・三十万都市計画	1961年
- 農協農村計画	1962年
- 新宿副都心野球場計画	1962年
- 大手町人工土地計画	1963年
- 常盤橋地区再開発計画	1963年
- 伊豆観光開発計画・群造形	1964年
- こどもの国計画・群造形	1964年
- 多摩ニュータウンのモデル設計（ランドスケープは上野泰）	1965年
- 農協農村コミュニティセンター計画（岩手県農協をモデル）	1965年
- 千葉文化の森	1965年-1966年、1969年
- 多摩ニュータウン・マスタープラン	1966年
- 多摩ニュータウン・住宅地開発基本計画	1967年-1968年
- 千葉港中央地区公園	1968年-1969年
- 千葉中央港業務センター配置計画	1969年
- 千葉港周辺計画	1968年-1970年
- みなとみらい基本計画
- 検見川周辺計画	1968年-1970年
- 南大沢（多摩ニュータウン中央地区）センターペデストリアンデッキ	1971年-1977年
- つくば市　つくば科学万博海上Fブロック
- つくば市　つくばターミナル・つくば駅中央自転車駐車場 (現存せず)
- つくば市　独立行政法人都市再生機構茨城地域支社
- 千葉ちはら台駅前広場計画
- 兵庫県明無地区高層住宅後援広場人工土地
- 横浜市緑農住区地区計画案	1970年
- 三春町周辺景観形成マスターアーキテクト
- 現代日本彫刻展（須磨離宮公園）主催